# Variabile W Virginis
Una variabile W Virginis è un tipo di stella variabile. Storicamente quello di "variabile W Virginis" era un altro nome per le cefeidi di tipo II, ma oggi si ritiene che esse siano solo una delle tre sottoclassi in cui le cefeidi di tipo II si dividono, essendo le altre due le variabili BL Herculis e le variabili RV Tauri. Come le altre cefeidi di tipo II, le variabili W Vir esibiscono una relazione fra la luminosità assoluta della stella e la durata del suo periodo di pulsazione. Tuttavia, dato un certo periodo, le variabili W Vir e le altre cefeidi di tipo II, sono meno luminose delle loro cugine, cefeidi classiche, di 1,6 magnitudini. Come le altre cefeidi di tipo II, inoltre, le W Vir si distinguono dalle cefeidi classiche per essere stelle di popolazione II, pertanto stelle molto vecchie, povere di metalli e presenti soprattutto nell'alone galattico e negli ammassi globulari.
Le variabili W Vir si distinguono dalle altre cefeidi di tipo II soprattutto per il loro periodo di variazione, che è compreso fra i 10 e i 20 giorni. Le BL Her hanno, invece, un periodo più breve, compreso fra 1 e 7 giorni, mentre le RV Tau hanno un periodo più lungo, maggiore di 20 giorni. Queste sottoclassi rappresentano anche tre diversi periodi dell'evoluzione di questo tipo di stelle: le variabili BL Her sono stelle recentemente fuoriuscite dal ramo orizzontale. Le variabili W Vir sono stelle appartenenti al ramo asintotico delle giganti (AGB). Infine, le variabili RV Tau sono stelle in uno stato di evoluzione più avanzato, ossia nella fase post-AGB. Le variabili W Vir sono quindi stelle giganti, di massa medio-piccola (0,5 – 0,6 M☉), che hanno pienamente sviluppato un nucleo degenere di carbonio e ossigeno e in cui le reazioni nucleari avvengono in due gusci sovrastanti il nucleo, quello più interno composto da elio, quello più esterno da idrogeno. Le pulsazioni a cui la stella va incontro sono probabilmente dovute a instabilità termiche che interessano i due gusci nei quali avvengono le reazioni di fusione.